# Rim Un-sim
Rim Un-sim (림은심?; 5 luglio 1996) è una sollevatrice nordcoreana.

## Palmarès
- Mondiali

Aşgabat 2018: argento nei 64 kg.
Pattaya 2019: argento nei 64 kg.
Manama 2024: argento nei 64 kg.
- Giochi asiatici

Giacarta 2018: oro nei 69 kg.
Hangzhou 2022: oro nei 64 kg.
- Campionati asiatici

Aşgabat 2017: oro nei 63 kg.
Ningbo 2019: oro nei 71 kg.
- Universiadi

Taipei 2017: oro nei 63 kg.